# Бельвиль-сюр-Луар
Бельви́ль-сюр-Луа́р (фр. Belleville-sur-Loire) — коммуна во Франции, находится в регионе Центр. Департамент — Шер. Входит в состав кантона Лере. Округ коммуны — Бурж.
Код INSEE коммуны — 18026.

## География
Коммуна расположена приблизительно в 155 км к югу от Парижа, в 85 км юго-восточнее Орлеана, в 60 км к северо-востоку от Буржа.
Через центр коммуны проходит Боковой канал Луары.

## Население
Население коммуны на 2008 год составляло 1034 человека.
| 1962 | 1968 | 1975 | 1982 | 1990 | 1999 | 2008 |
| ---- | ---- | ---- | ---- | ---- | ---- | ---- |
| 340  | 352  | 288  | 448  | 1009 | 1088 | 1034 |

## Экономика
В 2007 году среди 673 человек в трудоспособном возрасте (15-64 лет) 475 были экономически активными, 198 — неактивными (показатель активности — 70,6 %, в 1999 году было 67,6 %). Из 475 активных работали 397 человек (224 мужчины и 173 женщины), безработных было 78 (37 мужчин и 41 женщина). Среди 198 неактивных 75 человек были учениками или студентами, 47 — пенсионерами, 76 были неактивными по другим причинам.

## Фотогалерея

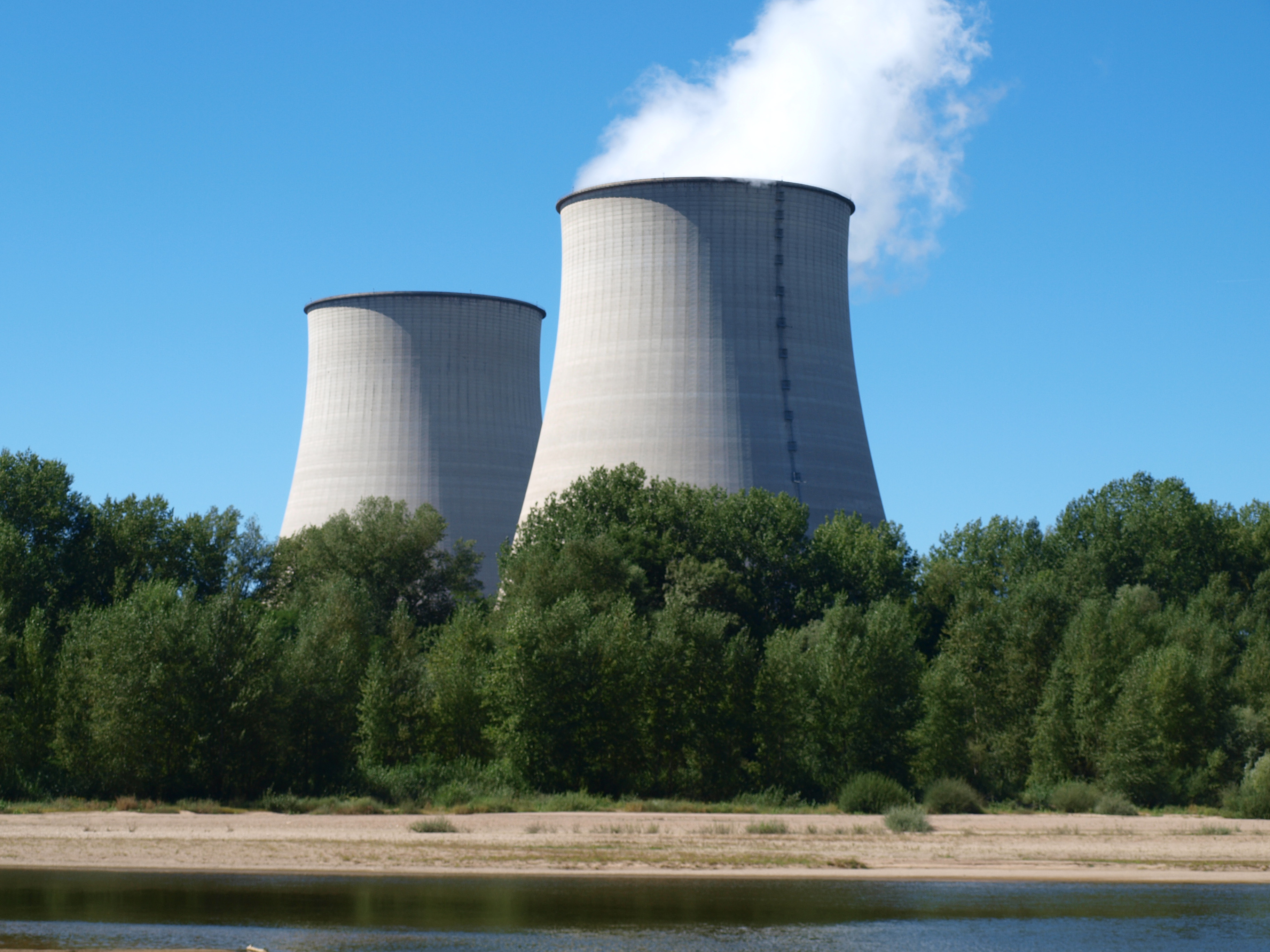
АЭС Бельвиль
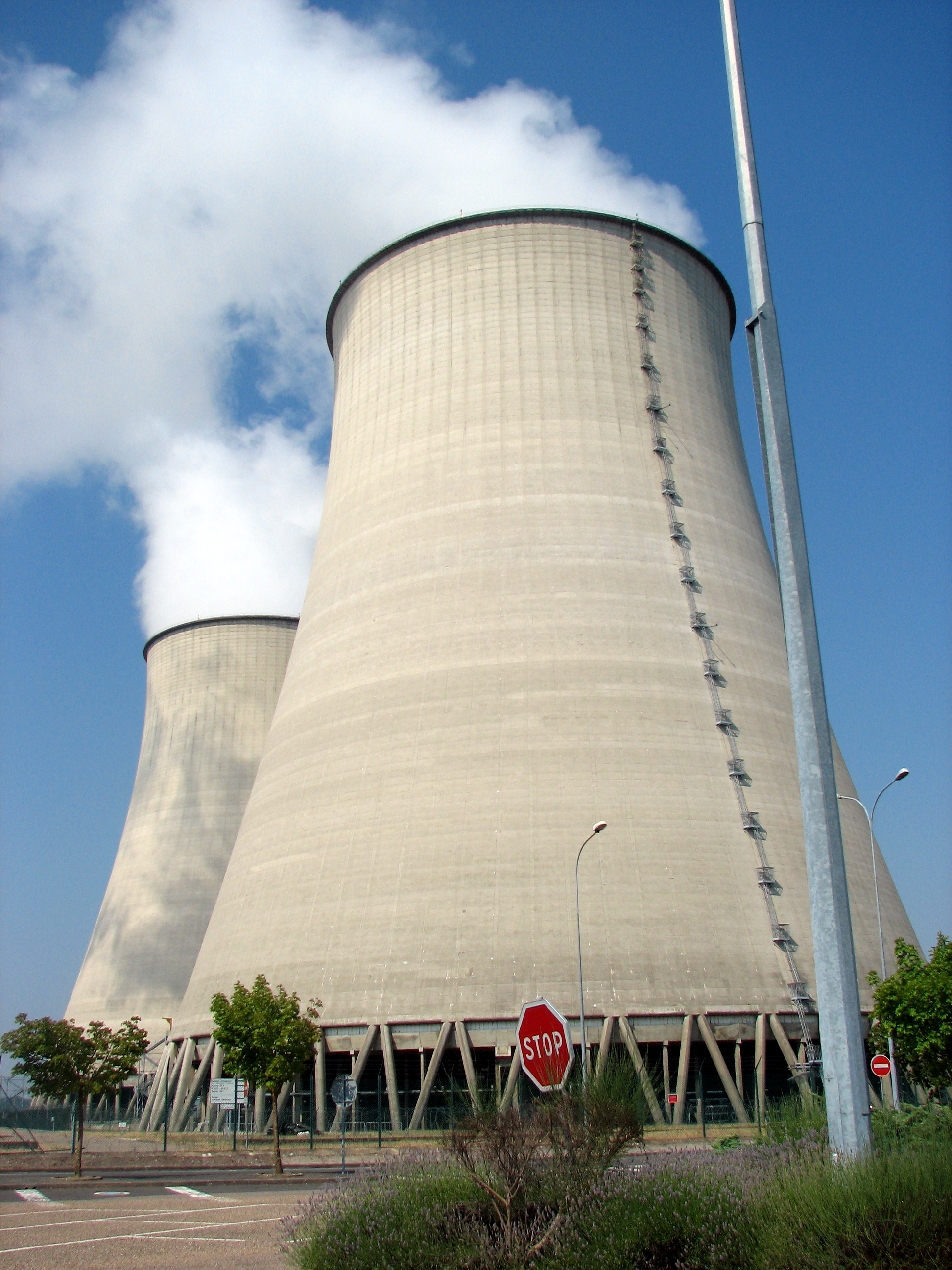
АЭС Бельвиль
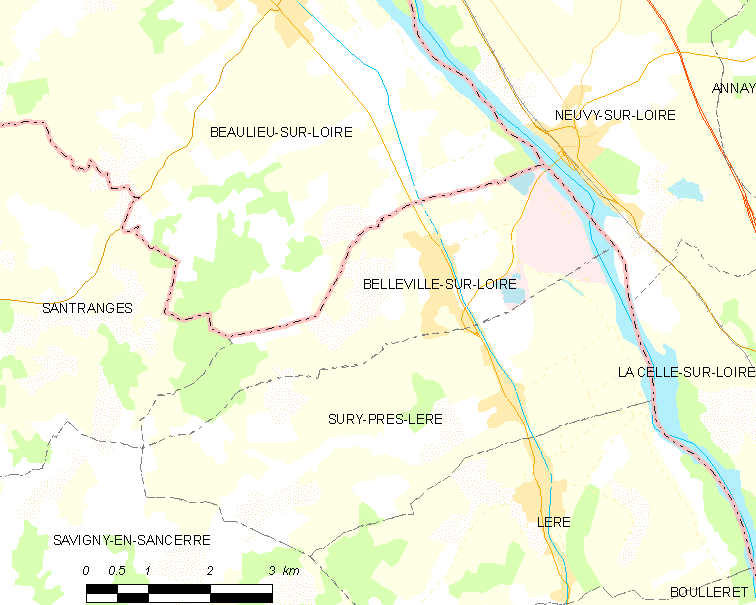
Карта коммуны